# Пашковский сельсовет (Курская область)
Пашко́вский сельсовет — муниципальное образование со статусом сельского поселения в Курском районе Курской области Российской Федерации.
Административный центр — деревня Чаплыгина.

## История
Статус и границы сельсовета установлены Законом Курской области от 21 октября 2004 года № 48-ЗКО «О муниципальных образованиях Курской области».

## Население
| 2002  | 2010  | 2012  | 2013  | 2014  | 2015  | 2016  |
| ----- | ----- | ----- | ----- | ----- | ----- | ----- |
| 2104  | ↘2083 | ↘2005 | ↗2008 | ↗2095 | ↘2089 | ↘2078 |
| 2017  | 2018  | 2019  | 2020  | 2021  |       |       |
| ↘2057 | ↗2071 | ↘2067 | ↗2079 | ↘1939 |       |       |

## Состав сельского поселения
| №  | Населённый пункт | Тип населённого пункта          | Население |
| -- | ---------------- | ------------------------------- | --------- |
| 1  | 1-е Курасово     | деревня                         | ↘116      |
| 2  | 2-е Курасово     | деревня                         | ↘190      |
| 3  | Алябьево         | деревня                         | ↗26       |
| 4  | Волобуево        | деревня                         | ↘48       |
| 5  | Глебово          | село                            | ↘45       |
| 6  | Денисово         | деревня                         | ↘30       |
| 7  | Киреевка         | деревня                         | ↘9        |
| 8  | Мошкино          | деревня                         | ↘48       |
| 9  | Овсянниково      | деревня                         | ↘185      |
| 10 | Пашково          | деревня                         | ↘53       |
| 11 | Реутов           | хутор                           | ↗88       |
| 12 | Сапогово         | деревня                         | ↗979      |
| 13 | Чаплыгина        | деревня, административный центр | ↘266      |